# François Maximilien Ossolinski
Franciszek Maksymilian Ossoliński, armoiries Topór, né le 2 avril 1676 et mort le 1er juillet 1756 à Jarville-la-Malgrange, en Lorraine, est un aristocrate et homme politique polonais, grand trésorier de la Couronne de Pologne, proche du roi de Pologne devenu duc de Lorraine Stanislas Leszczynski.

## Biographie
Fils de Maximilian Ossoliński, il a eu deux épouses : Katarzyna née Miączyńska en 1706, Katarzyna née Jabłonowska en 1732. 
Franciszek Ossoliński est secrétaire du roi Auguste II de Pologne. En 1733, il soutient l'élection comme roi de Pologne de Stanislas Leszczynski, mais celui-ci est contraint de quitter la Pologne dès 1734 du fait d'une offensive de l'armée russe, qui permet l'élection d'Auguste III, le fils d'Auguste II. 
Ossoliński rejoint Stanislas, réfugié à Königsberg en Prusse, puis le suit en France en 1736 ; enfin, en Lorraine en 1737, lorsque Stanislas devient duc de Lorraine et de Bar grâce à l'appui de Louis XV. 
Grand chambellan de Stanislas Leszczynski, puis grand-maître de la maison du roi, Ossoliński devient ainsi le second personnage de la cour de Lorraine, installée à Lunéville, à l'écart de la capitale, Nancy. 
Son épouse a été une des maîtresses de Stanislas, avant la comtesse de Linange (elle aussi polonaise), puis la marquise de Boufflers (Marie-Françoise de Beauvau-Craon, une Lorraine).
Franciszek Ossoliński meurt le 1er juillet 1756 au château de La Malgrange à Jarville-la-Malgrange. Il est inhumé dans l'église Notre-Dame-de-Bonsecours de Nancy.
Sa bibliothèque a été intégrée à l'Ossolineum ou Institut National Ossoliński, fondé en 1817 par Józef Maksymilian Ossoliński à Lwów.

## Ménagerie
Stanislas ordonne la construction d'un pavillon à destination du duc Ossoliński à proximité du parc des Bosquets, appelée Ménagerie du Duc Ossoliński en raison de la présence de bâtiments agricoles.

## Titres
Comte de Tenczyn, duc d'Ossoliński, chevalier de l'ordre du Saint-Esprit.